# Металогенічна зона
Металогенічна зона (рос. металлогеническая зона, англ. metallogenic zone; нім. metallogenetische Zone f) — сукупність генетично близьких родовищ корисних копалин, приурочених до певних формацій гірських порід (осадових, вулканогенно-осадових, вулканічних, плутонічних, метаморфічних порід і кір вивітрювання). В їх межах вони розчленовуються за складом формацій рудовмісних порід. Наприклад, серед осадових порід можливе виділення металогенічної зони карбонатних, теригенних товщ, чорносланцевих порід, евапоритів тощо. В металогенічних зонах плутонічних і вулканічних порід у свою чергу можлива присутність ультраосновних, основних, кислих і лужних порід.